# Hoornse Voetbalvereniging Hollandia
Hoornse Voetbalvereniging Hollandia é um clube holandês de futebol de Hoorn, Holanda do Norte, nos Países Baixos.
Foi fundado em 1 de setembro de 1898 e tem disputado exclusivamente campeonatos a nível amador em toda a sua história. A equipe fazia parte da liga Hoofdklasse desde 1991, e terminou a temporada 2009-10 com um sexto lugar no grupo A de domingo, então ganhou a promoção para a recém-criada Topklasse para a temporada inaugural 2010-11 através de playoffs.